# Diecezja Chūbu
Diecezja Chūbu – diecezja Kościoła Anglikańskiego w Japonii, określana niekiedy mianem diecezji Japonii Centralnej. Zarówno kuria, jak i katedra diecezji znajdują się w mieście Nagoja. Nazwa diecezji pochodzi od regionu, który diecezja ta obejmuje.